# Mistrzostwa Świata w Lekkoatletyce 2013 – rzut dyskiem kobiet
Rzut dyskiem kobiet – jedna z konkurencji rozgrywanych podczas lekkoatletycznych mistrzostw świata na Łużnikach w Moskwie.
W zawodach (z powodu kontuzji) nie wzięła udziału obrończyni tytułu mistrzowskiego z 2011 roku – Chinka Li Yanfeng.

## Terminarz
| Data        | Godzina |                    |
| ----------- | ------- | ------------------ |
| 10 sierpnia | 9:30    | Eliminacje (gr. A) |
| 10 sierpnia | 10:50   | Eliminacje (gr. B) |
| 11 sierpnia | 20:15   | Finał              |

## Rekordy
Tabela prezentuje rekord świata, rekordy poszczególnych kontynentów, mistrzostw świata, a także najlepszy rezultat na świecie w sezonie 2013 przed rozpoczęciem mistrzostw.
|                            | Zawodnik           | Wynik | Miejsce        | Data                  |
| -------------------------- | ------------------ | ----- | -------------- | --------------------- |
| Rekord świata              | Gabriele Reinsch   | 76,80 | Neubrandenburg | 9 lipca 1988(dts)     |
| Listy światowe             | Sandra Perković    | 68,96 | Lozanna        | 4 lipca 2013(dts)     |
| Rekord mistrzostw świata   | Martina Hellmann   | 71,62 | Rzym           | 31 sierpnia 1987(dts) |
| Rekord Afryki              | Elizna Naudé       | 64,87 | Stellenbosch   | 2 marca 2003(dts)     |
| Rekord Azji                | Xiao Yanling       | 71,68 | Pekin          | 14 marca 1992(dts)    |
| Rekord Ameryki Północnej   | Hilda Ramos        | 70,88 | Hawana         | 8 maja 1992(dts)      |
| Rekord Ameryki Południowej | Andressa de Morais | 64,21 | Barquisimeto   | 10 czerwca 2012(dts)  |
| Rekord Australii i Oceanii | Daniela Costian    | 68,72 | Auckland       | 22 stycznia 1994(dts) |
| Rekord Europy              | Gabriele Reinsch   | 76,80 | Neubrandenburg | 9 lipca 1988(dts)     |

## Rezultaty

### Eliminacje
| Poz. | Grupa | Zawodniczka              | Reprezentacja     | 1     | 2     | 3     | Rezultat | Uwagi |
| ---- | ----- | ------------------------ | ----------------- | ----- | ----- | ----- | -------- | ----- |
| 1.   | A     | Zinaida Sendriūtė        | Litwa             | 64,16 | –     | –     | 64,16    | Q     |
| 2.   | A     | Yarelis Barrios          | Kuba              | 63,63 | –     | –     | 63,63    | Q     |
| 3.   | B     | Sandra Perković          | Chorwacja         | 63,62 | –     | –     | 63,62    | Q     |
| 4.   | B     | Tan Jian                 | Chiny             | 62,57 | 63,21 | –     | 63,21    | Q     |
| 5.   | B     | Nadine Müller            | Niemcy            | 63,16 | –     | –     | 63,16    | Q     |
| 5.   | A     | Mélina Robert-Michon     | Francja           | 63,16 | –     | –     | 63,16    | Q     |
| 7.   | B     | Dani Samuels             | Australia         | 62,73 | 62,51 | 62,85 | 62,85    | q     |
| 8.   | B     | Żaneta Glanc             | Polska            | 61,30 | 61,62 | 59,21 | 61,62    | q     |
| 9.   | B     | Rocío Comba              | Argentyna         | 61,54 | 59,51 | x     | 61,54    | q     |
| 10.  | B     | Gia Lewis-Smallwood      | Stany Zjednoczone | x     | 61,30 | 57,56 | 61,30    | q     |
| 11.  | B     | Yaime Pérez              | Kuba              | 59,38 | 57,26 | 60,33 | 60,33    | q     |
| 12.  | A     | Denia Caballero          | Kuba              | 60,14 | 58,48 | x     | 60,14    | q     |
| 13.  | A     | Julia Fischer            | Niemcy            | 56,77 | 60,09 | x     | 60,09    |       |
| 14.  | A     | Dragana Tomašević        | Serbia            | 57,58 | 58,70 | 58,79 | 58,79    |       |
| 15.  | A     | Wiera Ganiejewa          | Rosja             | 58,37 | 55,23 | x     | 58,37    |       |
| 16.  | B     | Jekatierina Strokowa     | Rosja             | 57,85 | x     | 53,24 | 57,85    |       |
| 17.  | B     | Irina Rodrigues          | Portugalia        | 57,64 | 55,47 | 54,09 | 57,64    |       |
| 18.  | A     | Karen Gallardo           | Chile             | x     | 53,10 | 57,03 | 57,03    |       |
| 19.  | B     | Su Xinyue                | Chiny             | 54,14 | 54,76 | 56,87 | 56,87    |       |
| 20.  | A     | Swietłana Sajkina        | Rosja             | 56,62 | x     | 54,05 | 56,62    |       |
| 21.  | A     | Liz Podominick           | Stany Zjednoczone | 56,41 | x     | x     | 56,41    |       |
| 22.  | B     | Nicoleta Grasu           | Rumunia           | x     | 55,88 | 56,31 | 56,31    |       |
| 23.  | B     | Natalija Fokina-Semenowa | Ukraina           | x     | 55,79 | x     | 55,79    |       |
| 24.  | A     | Whitney Ashley           | Stany Zjednoczone | 44,60 | x     | x     | 44,60    |       |
| 25 ! | A     | Fernanda Raquel Borges   | Brazylia          | x     | x     | x     | NM       |       |
| 25 ! | A     | Gu Siyu                  | Chiny             | x     | x     | x     | NM       |       |

### Finał
| Poz. | Zawodniczka          | Reprezentacja     | 1     | 2     | 3     | 4     | 5     | 6     | Rezultat | Uwagi |
| ---- | -------------------- | ----------------- | ----- | ----- | ----- | ----- | ----- | ----- | -------- | ----- |
| 01 ! | Sandra Perković      | Chorwacja         | 67,52 | 67,99 | x     | 67,80 | x     | x     | 67,99    |       |
| 02 ! | Mélina Robert-Michon | Francja           | 62,53 | 61,77 | 65,13 | 65,08 | x     | 66,28 | 66,28    | NR    |
| 03 ! | Yarelis Barrios      | Kuba              | 64,96 | 63,99 | x     | 62,77 | 61,28 | 63,33 | 64,96    |       |
| 4.   | Nadine Müller        | Niemcy            | 64,12 | 64,67 | x     | x     | 61,92 | 63,22 | 64,67    |       |
| 5.   | Gia Lewis-Smallwood  | Stany Zjednoczone | 57,21 | 61,66 | 62,71 | 64,23 | x     | 61,10 | 64,23    |       |
| 6.   | Tan Jian             | Chiny             | x     | 63,16 | 61,69 | 63,34 | x     | 61,47 | 63,34    |       |
| 7.   | Żaneta Glanc         | Polska            | 59,80 | 62,90 | x     | 61,27 | x     | x     | 62,90    | SB    |
| 8.   | Denia Caballero      | Kuba              | 62,80 | 59,80 | 60,16 | 61,43 | x     | 62,49 | 62,80    |       |
| 9.   | Zinaida Sendriūtė    | Litwa             | 61,87 | 62,54 | 61,44 |       |       |       | 62,54    |       |
| 10.  | Dani Samuels         | Australia         | 59,17 | 62,42 | x     |       |       |       | 62,42    |       |
| 11.  | Yaime Pérez          | Kuba              | x     | 62,39 | 60,16 |       |       |       | 62,39    |       |
| 12.  | Rocío Comba          | Argentyna         | 59,83 | x     | 58,32 |       |       |       | 59,83    |       |